# Accord d'association entre l'Ukraine et l'Union européenne
L'accord d'association entre l'Ukraine et l'Union européenne, de son nom complet l'Accord d'association entre l'Union européenne et la Communauté européenne de l'énergie atomique (CEEA) et leurs États membres, d'une part, et l'Ukraine, d'autre part, est un traité qui établit entre ces différentes entités une association politique et économique.
Les deux parties au traité se sont engagées à coopérer et à faire converger leurs politiques économiques, leurs législations et leurs règles communes, incluant des droits pour les travailleurs, des étapes vers la suppression des visas ou encore, l'accès à la Banque européenne d'investissement. Les deux parties se sont mises d'accord pour des réunions régulières entre leurs dirigeants.
Cet accord est un accord de libre-échange complet et approfondi qui remplace à partir de 2017 l'accord de partenariat et de coopération (APC) qui détermine leurs relations bilatérales depuis 1998 dans le cadre du partenariat oriental de la politique européenne de voisinage.
Le revirement après cinq ans de négociations puis le refus du président ukrainien pro-russe Viktor Ianoukovytch de signer le texte, préférant un accord Trilatéral entre l’Ukraine, l’UE et la Russie qui sera refusé par l’UE, est à l'origine de la crise ukrainienne débutée le 21 novembre 2013 avec le mouvement Euromaïdan. Le texte est finalement signé par le président Petro Porochenko le 16 novembre 2014 et ratifié par l'Union européenne le 11 juillet 2017. Il entre définitivement en vigueur à partir du 1er septembre 2017.

## Histoire

### Contexte et négociations
Négocié entre 2007 à 2012, cet accord aurait dû être initialement signé à Vilnius les 28 et 29 novembre 2013, mais Viktor Ianoukovytch, alors président de l'Ukraine, avait refusé de le signer, une semaine auparavant, ce qui fut plus tard à l'origine du mouvement de protestation Euromaïdan qui évolua en révolution, entraînant sa destitution par la Rada puis sa fuite en Russie.
Les aspects politiques du traité sont signés le 21 mars 2014, tandis que les aspects économiques sont signés après l'élection de Petro Porochenko le 27 juin 2014. En avril 2014, le Parlement européen vote la suppression des droits de douane pour les échanges avec l'Ukraine de manière temporaire, jusqu'à l'adoption de l'accord de libre-échange.

### Signature et ratifications
Le 12 septembre 2014, il est décidé que l'entrée en vigueur provisionnelle du traité serait retardée au 31 décembre 2015. Le traité est ratifié le 16 septembre 2014, le même jour, en duplex, par la Rada et le Parlement européen réunis au même moment, avec des écrans de projection dans les deux assemblées.
En décembre 2015, l'État russe suspend l'adhésion de l'Ukraine à l'accord de libre-échange au sein de la Communauté des États indépendants, en augmentant ses droits de douane avec cette dernière, à la suite de l'entrée en vigueur provisionnelle le 1er janvier 2016 de l'accord d'association entre l'Ukraine et l'Union européenne.

#### Cas des Pays-Bas
Aux Pays-Bas, un référendum consultatif est organisé le 6 avril 2016. Selon une disposition prévue par la loi néerlandaise, si un projet de loi est controversé et que 300 000 citoyens demandent sa mise à référendum, ce scrutin doit avoir lieu. Ainsi, le Conseil électoral néerlandais a indiqué en octobre 2015 avoir reçu plus de 400 000 signatures d'électeurs dans ce but. Ces signatures ont été obtenues grâce à une campagne citoyenne menée par trois groupes eurosceptiques. Après vérification de leur authenticité, il annonce un référendum, avec comme question : « Approuvez-vous l'accord d'association entre l'Union européenne et l'Ukraine ? ». La participation au scrutin doit dépasser 30 % pour être valide, ce qui sera le cas.
Les Néerlandais rejettent à plus de 60 % l'accord: de nouvelles négociations prennent place avant un nouveau passage au Parlement, car le gouvernement reste favorable au traité. L'accord, qui est un traité international, est néanmoins entré en vigueur de façon provisoire au 1er janvier 2016.
Le 19 avril 2016, les représentants néerlandais rejettent une motion qui demandait le retrait des Pays-Bas de l'accord afin de permettre la recherche d'une solution. En décembre 2016, le gouvernement néerlandais, avec les autres gouvernements de l'Union européenne, a négocié un texte rappelant que l'accord n'est pas synonyme de statut de candidat à l'Union européenne pour l'Ukraine, ni d'assistance militaire, ni libre-circulation des personnes et que le traité peut être suspendu si l'Ukraine viole les droits de l'homme. Ce texte a pour but de permettre l'adoption de l'accord d'association par le Parlement néerlandais.
Au 30 mai 2017, seuls les Pays-Bas n'ont pas encore ratifié le traité à la suite du référendum organisé en avril 2016 ; cependant, la Première chambre (Sénat) a finalement approuvé le traité d'association ouvrant la voix à une ratification possible par le Premier ministre Mark Rutte.

### Entrée en vigueur
Concernant son entrée en vigueur définitive et intégrale, la ratification par les 28 États membres de l'UE ainsi que par l'Ukraine est nécessaire. C'est chose faite le 31 mai 2017. Il entre définitivement en vigueur à partir du 1er septembre 2017.
En février 2021, l'Union européenne et l'Ukraine annoncent commencer à renégocier l'accord en vue d'étendre ses domaines d'activité.

## Ratification
| Signataire               | Date              | Institution                                 | Pour        | Contre      | AB          | Déposé            | Référence |
| ------------------------ | ----------------- | ------------------------------------------- | ----------- | ----------- | ----------- | ----------------- | --------- |
| Allemagne                | 8 mai 2015        | Bundesrat                                   | 69          | 0           | 0           | 22 juillet 2015   | ,         |
| Allemagne                | 26 mars 2015      | Bundestag                                   | 567         | 64          | 0           | 22 juillet 2015   | [ 18 ]    |
| Allemagne                | 27 mai 2015       | Promulgation présidentielle                 | Accordée    | Accordée    | Accordée    | 22 juillet 2015   | [ 19 ]    |
| Autriche                 | 24 juillet 2015   | Conseil fédéral                             | Approuvée   | Approuvée   | Approuvée   | 6 août 2015       |           |
| Autriche                 | 8 juillet 2015    | Conseil national                            | 134         | 47          | 0           | 6 août 2015       | [ 20 ]    |
| Autriche                 | 31 juillet 2015   | Promulgation présidentielle                 | Accordée    | Accordée    | Accordée    | 6 août 2015       |           |
| Belgique                 | 23 avril 2015     | Chambre des représentants                   | 102         | 17          | 19          | 1er février 2016  | ,         |
| Belgique                 | 19 mai 2015       | Sanction royale                             | Accordée    | Accordée    | Accordée    | 1er février 2016  |           |
| Bulgarie                 | 24 juillet 2014   | Assemblée nationale                         | 90          | 2           | 1           | 9 septembre 2014  | [ 23 ]    |
| Bulgarie                 | 28 juillet 2014   | Promulgation présidentielle                 | Accordée    | Accordée    | Accordée    | 9 septembre 2014  | [ 24 ]    |
| Chypre                   | 29 octobre 2015   | Chambre des représentants                   | 25          | 16          | 5           | 29 janvier 2016   |           |
| Chypre                   | 6 novembre 2015   | Promulgation présidentielle                 | Accordée    | Accordée    | Accordée    | 29 janvier 2016   |           |
| Croatie                  | 12 décembre 2014  | Sabor                                       | 118         | 0           | 0           | 24 mars 2015      | [ 25 ]    |
| Croatie                  | 18 décembre 2014  | Promulgation présidentielle                 | Accordée    | Accordée    | Accordée    | 24 mars 2015      | [ 26 ]    |
| Danemark                 | 18 décembre 2014  | Folketing                                   | 102         | 8           | 0           | 18 février 2015   | [ 27 ]    |
| Espagne                  | 15 avril 2015     | Sénat                                       | Approuvée   | Approuvée   | Approuvée   | 19 mai 2015       | ,         |
| Espagne                  | 19 février 2015   | Congrès des députés                         | 296         | 1           | 12          | 19 mai 2015       | [ 30 ]    |
| Espagne                  |                   | Sanction royale                             | Accordée    | Accordée    | Accordée    | 19 mai 2015       |           |
| Estonie                  | 4 novembre 2014   | Riigikogu                                   | 65          | 1           | 0           | 12 janvier 2015   | [ 31 ]    |
| Estonie                  | 13 novembre 2014  | Promulgation présidentielle                 | Accordée    | Accordée    | Accordée    | 12 janvier 2015   | [ 32 ]    |
| Finlande                 | 10 mars 2015      | Eduskunta                                   | Approuvé    | Approuvé    | Approuvé    | 6 mai 2015        | [ 33 ]    |
| Finlande                 | 24 avril 2015     | Promulgation présidentielle                 | Accordée    | Accordée    | Accordée    | 6 mai 2015        | [ 34 ]    |
| France                   | 7 mai 2015        | Sénat                                       | Approuvé    | Approuvé    | Approuvé    | 10 août 2015      | [ 35 ]    |
| France                   | 25 juin 2015      | Assemblée nationale                         | 16          | 2           | 0           | 10 août 2015      | [ 36 ]    |
| France                   | 7 juillet 2015    | Promulgation présidentielle                 | Accordée    | Accordée    | Accordée    | 10 août 2015      |           |
| Grèce                    | 18 novembre 2015  | Parlement                                   | Approuvée   | Approuvée   | Approuvée   | 6 janvier 2016    |           |
| Grèce                    | 24 novembre 2015  | Promulgation présidentielle                 | Accordée    | Accordée    | Accordée    | 6 janvier 2016    |           |
| Hongrie                  | 25 novembre 2014  | Assemblée nationale                         | 139         | 5           | 0           | 7 avril 2015      | [ 37 ]    |
| Hongrie                  | 5 décembre 2014   | Promulgation présidentielle                 | Accordée    | Accordée    | Accordée    | 7 avril 2015      | [ 37 ]    |
| Irlande                  | 27 janvier 2015   | Dáil Éireann                                | 59          | 19          | 0           | 17 avril 2015     | ,         |
| Italie                   | 10 septembre 2015 | Sénat                                       | 145         | 39          | 14          | 11 décembre 2015  |           |
| Italie                   | 11 juin 2015      | Chambre des députés                         | 245         | 112         | 31          | 11 décembre 2015  | [ 40 ]    |
| Italie                   | 29 septembre 2015 | Promulgation présidentielle                 | Accordée    | Accordée    | Accordée    | 11 décembre 2015  |           |
| Lettonie                 | 14 juillet 2014   | Saeima                                      | 79          | 0           | 0           | 31 juillet 2014   | ,         |
| Lettonie                 | 18 juillet 2014   | Promulgation présidentielle                 | Accordée    | Accordée    | Accordée    | 31 juillet 2014   | [ 43 ]    |
| Lituanie                 | 8 juillet 2014    | Seimas                                      | 87          | 0           | 1           | 29 juillet 2014   | ,         |
| Lituanie                 | 11 juillet 2014   | Promulgation présidentielle                 | Accordée    | Accordée    | Accordée    | 29 juillet 2014   | [ 46 ]    |
| Luxembourg               | 18 mars 2015      | Chambre des députés                         | 52          | 2           | 3           | 12 mai 2015       | [ 47 ]    |
| Luxembourg               | 12 avril 2015     | Promulgation Grand Ducale                   | Accordée    | Accordée    | Accordée    | 12 mai 2015       | [ 48 ]    |
| Malte                    | 21 août 2014      | Chambre des Députés                         | Accordée    | Accordée    | Accordée    | 29 août 2014      | ,         |
| Pays-Bas                 | 7 juillet 2015    | Sénat                                       | 55          | 20          | 0           | 15 juin 2017      | [ 52 ]    |
| Pays-Bas                 | 7 avril 2015      | Chambre des représentants                   | 119         | 31          | 0           | 15 juin 2017      | [ 53 ]    |
| Pays-Bas                 | 8 juillet 2015    | Sanction royale                             | Accordée    | Accordée    | Accordée    | 15 juin 2017      |           |
| Pays-Bas                 | 6 avril 2016      | Référendum (non contraignant)               | 38,41 %     | 61,59 %     | 0,8 %       | 15 juin 2017      | [ 54 ]    |
| Pays-Bas                 | 30 mai 2017       | Sénat (post-référendum)                     | 50          | 25          | 0           | 15 juin 2017      | [ 55 ]    |
| Pays-Bas                 | 23 février 2017   | Chambre des représentants (post-référendum) | 89          | 55          | 0           | 15 juin 2017      | [ 56 ]    |
| Pays-Bas                 | 31 mai 2017       | Sanction royale (post-référendum)           | Accordée    | Accordée    | Accordée    | 15 juin 2017      |           |
| Pologne                  | 4 décembre 2014   | Sénat                                       | 76          | 0           | 0           | 24 mars 2015      | [ 57 ]    |
| Pologne                  | 28 novembre 2014  | Sejm                                        | 427         | 1           | 0           | 24 mars 2015      | ,         |
| Pologne                  | 2 mars 2015       | Promulgation présidentielle                 | Accordée    | Accordée    | Accordée    | 24 mars 2015      | ,         |
| Portugal                 | 20 mars 2015      | Assemblée de la République                  | 206         | 16          | 8           | 13 mai 2015       | [ 63 ]    |
| Portugal                 | 23 avril 2015     | Promulgation présidentielle                 | Accordée    | Accordée    | Accordée    | 13 mai 2015       | [ 64 ]    |
| République tchèque       | 10 décembre 2014  | Sénat                                       | 52          | 3           | 12          | 12 novembre 2015  | [ 65 ]    |
| République tchèque       | 17 septembre 2015 | Chambre des députés                         | 107         | 29          | 2           | 12 novembre 2015  | [ 65 ]    |
| République tchèque       | 27 octobre 2015   | Promulgation présidentielle                 | Accordée    | Accordée    | Accordée    | 12 novembre 2015  |           |
| Roumanie                 | 2 juillet 2014    | Chambre des députés                         | 293         | 0           | 0           | 14 juillet 2014   | [ 66 ]    |
| Roumanie                 | 3 juillet 2014    | Sénat                                       | 113         | 1           | 1           | 14 juillet 2014   | [ 67 ]    |
| Roumanie                 | 9 juillet 2014    | Promulgation présidentielle                 | Accordée    | Accordée    | Accordée    | 14 juillet 2014   | [ 68 ]    |
| Royaume-Uni              | 9 mars 2015       | Chambre des lords                           | Approuvée   | Approuvée   | Approuvée   | 8 avril 2015      | [ 69 ]    |
| Royaume-Uni              | 23 février 2015   | Chambre des Communes                        | Approuvée   | Approuvée   | Approuvée   | 8 avril 2015      | [ 70 ]    |
| Royaume-Uni              | 19 mars 2015      | Sanction royale                             | Ordre donné | Ordre donné | Ordre donné | 8 avril 2015      | [ 71 ]    |
| Slovaquie                | 24 septembre 2014 | Conseil national                            | 132         | 0           | 2           | 21 octobre 2014   | [ 72 ]    |
| Slovaquie                | 16 octobre 2014   | Promulgation présidentielle                 | Accordée    | Accordée    | Accordée    | 21 octobre 2014   | [ 73 ]    |
| Slovénie                 | 13 mai 2015       | Assemblée nationale                         | 68          | 3           | 1           | 27 juillet 2015   | ,         |
| Slovénie                 | 21 mai 2015       | Promulgation présidentielle                 | Accordée    | Accordée    | Accordée    | 27 juillet 2015   | [ 76 ]    |
| Suède                    | 26 novembre 2014  | Riksdag                                     | 250         | 44          | 0           | 9 janvier 2015    | [ 77 ]    |
| Union européenne et CEEA | 16 septembre 2014 | Parlement européen                          | 535         | 127         | 35          | 11 juillet 2017   | [ 78 ]    |
| Union européenne et CEEA | 11 juillet 2017   | Conseil de l'Union européenne               | Ratifié     | Ratifié     | Ratifié     | 11 juillet 2017   | [ 79 ]    |
| Ukraine                  | 16 septembre 2014 | Rada                                        | 355         | 0           | 0           | 26 septembre 2014 | [ 80 ]    |
| Ukraine                  | 16 septembre 2014 | Promulgation présidentielle                 | Accordée    | Accordée    | Accordée    | 26 septembre 2014 | [ 81 ]    |

### Application au Royaume-Uni
L'agrèment (ou accord en français) s'applique au Royaume-Uni (ci-après RU) en tant qu'Etat membre de l'Union européenne jusqu'au Brexit le 31 janvier 2020. Durant la  période de transition initiée par le Brexit et courant jusqu'au 31 décembre 2020, l'agrément s'applique encore au RU. Le RU et l'Ukraine ont signé le 8 octobre 2020 un accord remplaçant l'Accord d'association entre l'Ukraine et l'Union européenne à l'échelle de la relation de ces deux Etats, nommé "Political, Free Trade and Strategic Partnership Agreement between the United Kingdom of Great Britain and Northern Ireland and Ukraine",.

## Provisions
L'accord requiert des sommets réguliers entre le président du Conseil européen et le président de l'Ukraine. Les membres du  Conseil de l'Union européenne et le  Cabinet des ministres de l'Ukraine doivent aussi se rencontrer régulièrement, ainsi que les députés du Parlement européen et ceux du Parlement ukrainien, et les autres officiels et experts des deux parties-prenantes.
L'accord engage aussi les deux parties à une police (c'est-à-dire une politique) pour  coopérer et converger, sur la législation, et la réglementation à travers une large plage de domaines. Ils engagent l'égalité des droits des travailleurs, des étapes vers la mobilité des personnes sans  visa, l'échange d' information et de staff dans le domaine de la justice, la modernisation des infrastructures énergétiques de l'Ukraine, l'accès à la Banque européenne d'investissement, et une variété d'autres.
L'accord engage aussi l'Ukraine à un calendrier de réformes économiques, judiciaires et financières et à une approximation graduelle de ces polices et législation à celle de l'Union européenne. L'Ukraine s'est aussi engagée à prendre des mesures pour se conformer graduellement à des normes techniques et consumériales de l'Union européenne. En échange, L'Union européenne veut fournir à l'Ukraine une prise en charge politique et financière, un accès à la recherche et aux connaissances, et un accès préférentiel aux marchés de l'Union européenne. L'accord engage aussi les deux parties à promouvoir une convergence graduelle dans le domaine de la politique étrangère et de sécurité, particulièrement la politique de sécurité et de défense commune de l'Union européenne et les politiques de l'Agence européenne de défense.

## Sources

#### Articles
- Le Monde, « L'Ukraine a signé un accord d'association avec l'UE », Le Monde,‎ 21 mars 2014 (lire en ligne)
- Le Monde, « Ukraine : l'accord d'association avec l'Union européenne signé », Le Monde,‎ 27 juin 2014 (lire en ligne)
- Le Monde, « Merkel demande à Poutine le retrait total des troupes russes d'Ukraine », Le Monde,‎ 15 septembre 2014 (lire en ligne)
- Claire Gatinois, « L'Ukraine et l'UE ratifient un accord d'association « historique » », Le Monde,‎ 16 septembre 2014 (lire en ligne)
- (uk) Ukrinform, « Бельгія ратифікувала асоціацію Україна-ЄС », Ukrinform,‎ 23 avril 2015 (lire en ligne)
- Le Figaro, « Pays-Bas. Un référendum pour les eurosceptiques », Le Figaro,‎ 29 octobre 2015 (lire en ligne)
- Belga, « Les députés néerlandais rejettent le retrait immédiat de l'accord UE/Ukraine », RTBF,‎ 19 avril 2016 (lire en ligne)
- Cécile Ducourtieux, « Référendum aux Pays-Bas : la victoire du « non », nouveau signe de défiance contre l’Europe », Le Monde,‎ 7 avril 2016 (lire en ligne)
- Le Monde et AFP, « La Russie rétablit les droits de douane à la frontière ukrainienne à partir du 1er janvier », Le Monde,‎ 16 décembre 2015 (lire en ligne)

#### Documents officiels
- « Accord d'association entre l'Union européenne et la Communauté européenne de l'énergie atomique et leurs États membres, d'une part, et l'Ukraine, d'autre part » [PDF], sur EUR-Lex.
- (de) « Entwurf eines Gesetzes zu dem Assoziierungsabkommen vom 21. März 2014 und vom 27. Juni 2014 zwischen der Europäischen Union und der Europäischen Atomgemeinschaft und ihren Mitgliedstaaten einerseits und der Ukraine andererseits », sur Bundesrat, 7 novembre 2014 (consulté le 2 janvier 2015)
- (de) « Drucksache 545/14 (Beschluss) 19 décembre 2014 », sur le site du Bundesrat (consulté le 2 janvier 2015)
- (de) « Bundestagsbeschlüsse am 26. und 27. März », sur le site du Bundestag, mars 2015 (consulté le 2 janvier 2015)
- (de) « Gesetz zu dem Assoziierungsabkommen vom 21. März 2014 und vom 27. Juni 2014 zwischen der Europäischen Union und der Europäischen Atomgemeinschaft und ihren Mitgliedstaaten einerseits und der Ukraine andererseits », sur le site du Bundesanzeiger, 2015 (consulté le 2 janvier 2015)
- (de) « Assoziierungsabkommen zwischen der Europäischen Union und der Europäischen Atomgemeinschaft und ihren Mitgliedstaaten einerseits und der Ukraine andererseits », sur le site du Parlement autrichien, 2015 (consulté le 2 janvier 2015)
- « Projet de loi portant assentiment à l'accord d'association entre l'Union européenne et la Communauté européenne de l'énergie atomique et leurs États membres, d'une part, et l'Ukraine, d'autre part », sur le site de la Chambre des représentants de Belgique, Bruxelles, 21 mars 2014 et le 27 juin 2014 (consulté le 2 janvier 2015)
- « Законопроект за ратифициране на Споразумението за асоцииране между Европейския съюз и Европейската общност за атомна енергия и техните държави членки, от една страна, и Украйна, от друга страна » [« Projet de loi sur la ratification de l'accord d'association entre l'Union européenne et la Communauté européenne de l'énergie atomique et ses États membres, d'une part, et l'Ukraine, d'autre part »],‎ 24 juillet 2014
- « Закон за ратифициране на Споразумението за асоцииране между Европейския съюз и Европейската общност за атомна енергия и техните държави членки, от една страна, и Украйна, от друга страна » [« Ratification par la Bulgarie de l'accord d'association entre l'Union européenne et la Communauté européenne de l'énergie atomique et ses États membres, d'une part, et l'Ukraine, d'autre part »],‎ 24 juillet 2014
- « Prijedlog zakona o potvrđivanju sporazuma o pridruživanju između Europske Unije i Europske Zajednice za Atomsku Energiju te njihovih država članica, s jedne strane, i Ukrajine, s druge strane, s konačnim prijedlogom zakona, hitni postupak, prvo i drugo čitanje, P.Z. br. 762 » [« Projet de loi sur l'accord d'association entre l'Union européenne et la Communauté européenne de l'énergie atomique et leurs États membres, d'une part, et l'Ukraine, d'autre part, avec la facture finale, procédure d'urgence, première et deuxième lecture, n° 762 »], 12 décembre 2014

- « Поіменне голосування про розгляд за скороченою процедурою проекту Закону про внесення змін до деяких законодавчих актів України щодо посилення відповідальності в частині працевлаштування людей з інвалідністю (№2299а) », sur le site de la Rada d'Ukraine (consulté le 23 octobre 2014)
- « вропа виводить Україну на великий тракт прогресу – Президент про ратифікацію Угоди про асоціацію з ЄС - Офiцiйне представництво Президента України », Офiцiйне представництво Президента України,‎ 16 septembre 2014 (consulté le 23 octobre 2014)
- « Le Parlement européen ratifie l'accord d'association entre l'UE et l'Ukraine », sur le site du Parlement européen, 16 septembre 2014